# Shirley Stobs
Shirley Stobs   (Miami, 20 de maig de 1942) és una nedadora estatunidenca, ja retirada, que va competir durant la dècada de 1950.
El 1960 va prendre part en els Jocs Olímpics d'Estiu de Roma, on vuanyar la medalla d'or en la prova dels 4x100 metres lliures del programa de natació. Formà equip amb Joan Spillane, Carolyn Wood i Chris von Saltza i en aquesta cursa va establir un rècord del món de la distància que va ser vigent durant quatre anys. Abans, el 1959, havia guanyat una medalla d'or i una de plata als Jocs Panamericans de Chicago.